# Franciszek Gazda (ludoznawca)
Franciszek Gazda (ur. 8 lutego 1910 w Morawskiej Ostrawie, zm. 22 lutego 1969 w Cieszynie) – polski ludoznawca i nauczyciel, znawca i miłośnik folkloru babiogórskiego. Założyciel zespołu regionalnego Górali Babiogórskich. Autor śpiewnika pieśni babiogórskich. Członkiem Związku Nauczycielstwa Polskiego oraz Zjednoczonego Stronnictwa Ludowego. Odznaczony Srebrnym Krzyżem Zasługi.

## Życiorys
Dzieciństwo i młodość
Był synem Wojciecha Gazdy, z zawodu hutnika, oraz Franciszki Gazdy z domu Pasternak. Ojciec po powrocie z I wojny światowej był inwalidą niezdolnym do pracy w zawodzie. Po sprzedaniu mienia cała rodzina postanowiła przenieść się na tereny odzyskanej Polski, gdzie w Brodach koło Kalwarii Zebrzydowskiej zakupiła niewielkie gospodarstwo rolne. Tam Franciszek Gazda ukończył szkołę powszechną, a następnie w Krakowie ósmą klasę szkoły wydziałowej. Dalsze nauki pobierał w Państwowym Seminarium Nauczycielskim Męskim. W Krakowie zetknął się z młodzieżowym ruchem krajoznawczym i ludoznawczym, poznał również wybitne jednostki tego ruchu: Adolfa Chybińskiego, prof. Tadeusza Seweryna, prof. Leopolda Węgrzynowicza oraz wielu innych.
Wiek dojrzały
Od roku 1929 do 1931 pracował jako nauczyciel w Siedlcach, następnie przez jeden rok szkolny mieszkał w Brodach. Od roku 1932 do 1938 pracował w Zawoi. Tam angażował się w życie kulturalne społeczności lokalnych, czas wolny poświęcał na wędrówki po okolicach Przysłopa. Gazda żywo interesował się folklorem babiogórskim, dlatego zbierał w terenie dawne melodie i teksty pieśni, prowadził zapiski na temat babiogórskich tańców i obrzędów. Na potrzeby zespołu Górali Babiogórskich odtworzył męski strój ludowy tamtego regionu, który wtedy prawie zanikł. Zespół ten początkowo występował podczas lokalnych uroczystości w Zawoi, jednak już w roku 1935 wyjechał na pierwszy występ poza wsią do Zakopanego na Zjazd Ziem Górskich, gdzie został bardzo dobrze przyjęty. Rok później zespół wystąpił w Sanoku, a w 1937 osiągnął ogromny sukces w Wiśle podczas Tygodnia Gór dzięki widowisku folklorystycznemu napisanemu i wyreżyserowanemu przez Franciszka Gazdę pt.: Hej, chłopcy, na „mazury”. Obecnie rękopis scenariusza znajduje się w zbiorach Muzeum Etnograficznego w Krakowie.
Od roku 1929 był członkiem Związku Nauczycielstwa Polskiego.
W roku 1938 ukazał się drukiem śpiewnik Babiogórskie pieśni z Zawoi na 3 i 4 głosy równe, autorstwa Franciszka Gazdy, wydany przez Małopolski Związek Teatrów i Chórów Ludowych w Krakowie. Tego samego roku Gazda zmuszony był opuścić Zawoję z powodu złego stanu zdrowia. Do Zawoi już nigdy nie powrócił.
Obejmując w roku 1938 stanowisko kierownika szkoły w Skawie, zorganizował także kurs dokształcający dla dorosłych, którzy pragnęli ukończyć szkołę powszechną. Założył tam równocześnie chór oraz zespół muzyczny.
Kiedy wybuchła II wojna światowa, Gazda uciekł na wschód, jednak już 15 listopada 1939 powrócił. Po przymusowej przeprowadzce do wsi Ciche w roku 1940, natychmiast podjął współpracę z ruchem oporu i prowadził tajne nauczanie.
26 lipca 1947 roku ożenił się z nauczycielką Marią Ignacek, z którą miał dwie córki. Uroczystość odbyła się w Zebrzydowicach.
Kres życia
W roku 1950 przystąpił do Zjednoczonego Stronnictwa Ludowego. W 1969 roku został odznaczony Srebrnym Krzyżem Zasługi.
Franciszek Gazda zmarł 22 lutego 1969 roku w Cieszynie, gdzie został pochowany. W roku 1973 odbyła się ekshumacja zwłok Gazdy, po której szczątki przeniesiono do Zebrzydowic.

## Praca zawodowa
Lata 1929-1931
Pierwszą posadę nauczyciela kontraktowego zdobył w Siedlcach na Podlasiu. Tam zaangażował się w pracę na rzecz kultury regionu oraz lokalnych środowisk, co zaowocowało stworzeniem chóru międzyszkolnego oraz pobudziło pozostałe okoliczne chóry do systematycznej działalności. Zorganizował tam również konkurs pieśni chóralnej z okazji pierwszego Święta Pieśni, którego był pomysłodawcą oraz inicjatorem.
Lata 1931-1932
Po dwóch latach pracy w Siedlcach Franciszek Gazda podupadł na zdrowiu i musiał zrezygnować z posady z powodu rozwijającej się gruźlicy. Wrócił w rodzinne strony do wsi Brody i zamieszkał z rodzicami. Tam poddał się leczeniu. Nie chcąc marnować czasu zapisał się na roczny kurs rolniczo-oświatowy, organizowany w latach 1931/32 przez Związek Nauczycielstwa Polskiego.
Lata 1932-1938
Po ukończeniu kursu, w roku 1932 objął posadę nauczyciela w Zawoi na Przysłopiu, gdzie otrzymał polecenie zorganizowania jednoklasowej szkoły powszechnej. Niedługo potem zajął się organizacją regionalnego zespołu Górali Babiogórskich o nazwie Babiogórcy oraz kapeli. W tamtym czasie współpracował z Państwowym Archiwum Fonograficznym, z Polskim Radiem oraz z Muzeum Tatrzańskim. W Zawoi pracował do roku 1938.
Lata 1938-1945
W roku szkolnym 1938/39 pracował jako kierownik zbiorczej szkoły powszechnej w Skawie koło Rabki. Pracował tam do 1 maja 1940, następnie władze niemieckie przeniosły go do wsi Ciche, gdzie objął stanowisko kierownika Szkoły Powszechnej nr 2. Pracował tam do końca wojny.
Lata 1945-1969
Po wojnie, 24 maja 1945 roku objął kierownictwo w szkole podstawowej w Pielgrzymowicach na Śląsku. W 1948 przeniósł się do Raciborza, gdzie na początku pracował jako nauczyciel oraz sekretarz powiatowego zarządu Związku Nauczycielstwa Polskiego. Od 1951 pracował jako kierownik Szkoły Podstawowej nr 3. W 1950 założył Miejskie Ognisko Muzyczne w Raciborzu, gdzie uczył w klasie fortepianu oraz skrzypiec. Od 1968 został kierownikiem Szkoły Podstawowej nr 6 w Raciborzu.

### Izba Regionalna im. Franciszka Gazdy
W roku 1998 w Szkole Podstawowej nr 4 im. Rafała Kalinowskiego w Zawoi-Przysłowie powstała Izba Regionalna poświęcona pamięci Franciszka Gazdy. W zbiorach znajdują się cenne eksponaty: dawne narzędzia oraz sprzęty, elementy stroju regionalnego oraz fotografie. W 2018 roku Izba Regionalna została przeniesiona do Domu Strażaka w Przysłopiu.

## Publikacje
- 1938 – śpiewnik: Babiogórskie pieśni z Zawoi na 3 i 4 głosy równe[2]